# 童德中
童德中（1833年—?年），四川省重慶府江北廳人（現屬重慶市渝北區），清同治進士，翁同龢門生。
童氏受姓由顓頊生老童以王父字為氏派衍雁門，康熙初遷本境，居𠫊之禮里静觀塲，厯十六代，男女約三千餘丁口，有童德中者以進士起家，官主事，卒於京，其弟童德輝以舉人官浙江知縣，童德璋以舉人官蕪湖兵備道。

## 生平履歷[3]
- 由附生中式咸豐九年（1859年）己未恩科本省鄉試舉人。
- 同治元年（1862年）壬戌科進士，奉旨以部屬用，籤分刑部，是年七月到部，十月告假，三年六月銷假，五年十二月學習期滿奏留。
- 同治九年（1870年）六月保送吉林理刑司員[4]（幫藳漢主事[5]）。
- 同治十一年（1872年）五月經吉林將軍保奏奉旨賞加員外郎銜。十三年三月差竣回京[6]。
- 光緒二年（1876年）派充秋審處兼行廣西司主稿。
- 光緒三年（1877年）九月經惠陵工程處保奏奉旨賞換四品頂戴[7]。
- 光緒五年（1879年）閏三月經惠陵工程處保奏奉旨賞戴花翎。是年七月奏補廣東司主事。
- 光緒六年（1880年）七月題升陝西司員外郎。
- 光緒八年（1882年）八月題升山東司郎中。現充廣西司主稿。
- 光緒十年（1884年）七月俸滿截取，經本部堂官出具考語保送堪勝繁缺知府，九月初十日吏部帶赴內閣，經欽派大臣驗看，十一日覆奏奉硃筆圈出照例用。
- 光緒十二年（1886年）二月呈請分發報捐，指省江西補用，三月初十日吏部帶赴內閣，經欽派大臣驗放，十一日覆奏堪以發往，奉旨依議。